# Agapetes scortechinii
Agapetes scortechinii là một loài thực vật có hoa trong họ Thạch nam. Loài này được (King & Gamble) Sleumer mô tả khoa học đầu tiên năm 1939.